# Josef Blattmann
Josef Blattmann (* 5. Juli 1827 in Oberglottertal; † 14. Juli 1901 in Unterglottertal) war ein deutscher Politiker der Zentrumspartei.

## Leben
Josef Blattmann engagierte sich im politischen und öffentlichen Leben des badischen Raumes. In seiner Heimat war er als Bürgermeister aktiv, weitete seine politische Tätigkeit jedoch auch über Oberglottertal hinaus aus. Von 1881 bis 1884 und von 1893 bis 1900 war Blattmann Abgeordneter der Zweiten Kammer der Badischen Ständeversammlung. Dort war er Vertreter des 17. Wahlbezirks (Waldkirch-Emmendingen) und beteiligte sich als aktives Mitglied in der Zentrumspartei.